# بیب روث
جرج هرمن روث، کهین (به انگلیسی:George Herman Ruth، Jr مشهور به بِیب روث که نیز با القاب بامبینو و سلطان ضربه شناخته می‌شود؛ زاده ۶ فوریه ۱۸۹۵ در بالتیمور، مریلند، ایالات متحده - درگذشته ۱۶ آگوست ۱۹۴۸ در نیویورک) مشهورترین بازیکن تاریخ بیسبال ایالات متحده امریکا است.
وی از سال ۱۹۱۹ تا ۱۹۳۵ برای باشگاه نیویورک یانکیز بازی می کرد. در مورد استادیوم یانکیز گفته می شود: "استادیومی که روث آن را ساخت". 	
روث با زدن ۶۰ فرار چوب‌زن 
فقط در سال ۱۹۲۷ از خود رکوردی برجای گذاشت که تا سال ۱۹۶۰ دست نخورده باقی‌ماند. بیب روث همچنین در مجموع فعالیتش ۷۱۴ فرار چوب‌زن داشت که تا سال ۱۹۷۴ رکوردی بدون تغییر بود.	
روث به همراه محمدعلی کلی از اسطوره های ورزشی ایالات متحده آمریکا محسوب می‌شود و باشگاه یانکیز پس از مرگش در سال ۱۹۴۸ پیراهن شماره ۳ روث را شماره اختصاصی وی اعلام کرد و آنرا بایگانی کرد. نام وی در تالار مشاهیر بیسبال جاودانه گشته است.	